# Samu Omorodion
Samuel „Samu“ Omorodion Aghehowa (* 5. května 2004) je španělský profesionální fotbalista, který hraje na pozici útočníka za portugalský klub FC Porto.

## Klubová kariéra

### Granada
Narodil se v Melille nigerijským rodičům a v mladém věku se přestěhoval do Sevilly. Poté, co hrál za místní tým AD Nervión, se v roce 2021 připojil k mládežnickému týmu Granady. 6. března 2022 debutoval v rezervním týmu Granady, když nastoupil jako náhradník ve druhém poločase při domácí ligové prohře 2:1 s Marchamalem. 25. září vstřelil svůj první seniorský gól, když vstřelil vyrovnávací gól béčka při remíze 1:1 s El Ejido. 20. dubna 2023 Omorodion prodloužil smlouvu s Nazaríes do roku 2028. Útočník, který v sezóně 2022/23 vstřelil za B tým Granady 18 gólů, údajně přilákal zájem různých klubů z La Ligy a Premier League. 14. srpna 2023 debutoval Omorodion v prvním týmu – a La Lize – za Granadu, když vstřelil vyrovnávací gól při venkovní prohře 1:3 s Atléticem Madrid.

### Atlético Madrid
21. srpna 2023 se Omorodion oficiálně připojil k dalšímu špičkovému týmu Atlético Madrid na trvalou smlouvu a podepsal s klubem pětiletou smlouvu.

#### Hostování v Alavés
26. srpna téhož roku odešel do Deportiva Alavés, rovněž hrající španělskou první ligu, na hostování do konce sezóny. V sezóně 2023/24 se stal nejlepším střelcem svého klubu v La Lize, když vstřelil 8 gólů.

### Porto
24. srpna 2024 přestoupil Omorodion z Atlética Madrid do Porta se smlouvou do roku 2029 a údajnou klauzulí ve výši 100 milionů eur.

## Reprezentační kariéra
Omorodion je na mezinárodní úrovni způsobilý hrát za Nigérii nebo Španělsko.
V dubnu 2023 byl Omorodion poprvé povolán do španělského národního týmu do 19 let. V červenci téhož roku se zúčastnil Mistrovství Evropy ve fotbale do 19 let 2023 na Maltě, kde Rojita prohrála v semifinále s pozdějšími šampiony Itálií. Byl členem španělského národního týmu do 23 let na fotbalovém turnaji na Letních olympijských hrách 2024 a pomohl týmu v jeho cestě za ziskem zlatých medailí.

## Statistiky

### Klubové
Platí k zápasu hranému 26. května 2024.
| Klub               | Sezóna            | Liga               | Liga   | Liga  | Národní pohár | Národní pohár | Kontinentální | Kontinentální | Ostatní | Ostatní | Celkově | Celkově |
| Klub               | Sezóna            | Soutěž             | Zápasy | Goals | Zápasy        | Goals         | Zápasy        | Goals         | Zápasy  | Goals   | Zápasy  | Góly    |
| ------------------ | ----------------- | ------------------ | ------ | ----- | ------------- | ------------- | ------------- | ------------- | ------- | ------- | ------- | ------- |
| Granada B          | 2021/22           | Segunda Federación | 3      | 0     | —             | —             | —             | —             | —       | —       | 3       | 0       |
| Granada B          | 2022/23           | Segunda Federación | 29     | 14    | —             | —             | —             | —             | 4       | 4       | 33      | 18      |
| Granada B          | Celkově           | Celkově            | 32     | 14    | —             | —             | —             | —             | 4       | 4       | 36      | 18      |
| Granada            | 2023/24           | La Liga            | 1      | 1     | —             | —             | —             | —             | —       | —       | 1       | 1       |
| Atlético Madrid    | 2023/24           | La Liga            | 0      | 0     | 0             | 0             | 0             | 0             | 0       | 0       | 0       | 0       |
| Alavés (hostování) | 2023/24           | La Liga            | 34     | 8     | 1             | 0             | —             | —             | —       | —       | 35      | 8       |
| Celkově v kariéře  | Celkově v kariéře | Celkově v kariéře  | 67     | 23    | 1             | 0             | 0             | 0             | 4       | 4       | 72      | 27      |

## Úspěchy
Španělsko U23
- Zlatá medaile na Letních olympijských hrách: 2024

Individuální
- Hráč zápasu měsíce La Ligy: únor 2024 (spolu s Álexem Solou)